# Alpenpark Neuss

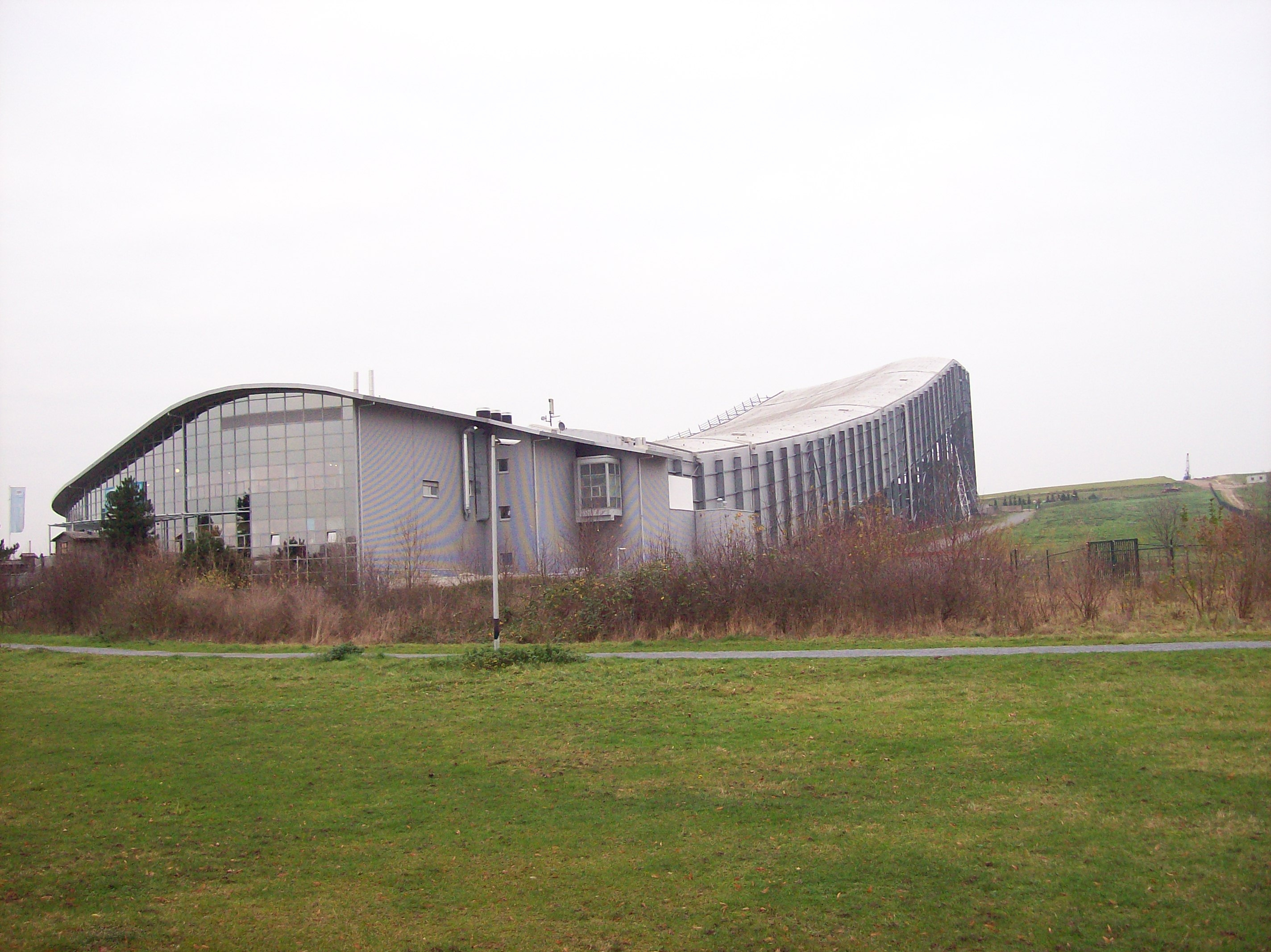
Skihalle Neuss

Alpenpark Neuss, ook Skihalle Neuss en Jever Fun Skihalle Neuss is een indoorskibaan in de Duitse stad Neuss, op ongeveer 5 kilometer ten zuidwesten van Düsseldorf, 25 kilometer ten noordwesten van Keulen en ongeveer 40 kilometer ten oosten van Roermond.
De skihal heeft twee skipistes: een oefenhelling van 80 meter lang en de lange afdaling van 272 meter lengte.

## Geschiedenis
In 2000 werd met de bouw van de skihal begonnen en deze werd op 4 januari 2001 geopend. Hiermee was het de eerste indoorskibaan in Duitsland.
In 2011 werd de hoofdpiste uitgebreid met een nevenpiste van ongeveer 100 meter lang.
In december 2018 nam SnowWorld een belang van 25% in Skihalle Neuss met het recht om dit later naar een meerderheidsbelang uit te breiden.